# ۱۳۷۷ (خورشیدی)
سال ۱۳۷۷ هجری خورشیدی، سالی عادی است.

## رویدادها
- ۱۷ خرداد - آغاز محاکمه غلامحسین کرباسچی شهردار تهران
- ۳۱ خرداد - استیضاح و برکناری عبدالله نوری وزیر کشور
- ۳۱ خرداد - بازی آمریکا و ایران (جام جهانی فوتبال ۱۹۹۸)
- تیر - انتشار آلبوم پرطرفدار مسافر اثر شادمهر عقیلی.
- ۹ مرداد - زمین‌لغزش و سیل ۱۳۷۷ ماسوله.
- ۱۳ آبان - تأسیس سازمان صنایع هوافضا
- ۲۹ آبان - آغاز ساخت ایستگاه فضایی بین‌المللی در مدار زمین
- نخستین هواپیمای جنگنده ساخت ایران به نام آذرخش در ایران طراحی، ساخته و آزمایش شد[نیازمند منبع].
- تابستان - ترور گروهی دیپلمات‌های ایرانی در شهر مزار شریف افغانستان به دست گروه طالبان
- پاییز - افشای قتل‌های زنجیره‌ای در ایران
- تأسیس دانشکده صدا و سیما - قم
- ۷ اسفند - برگزاری نخستین دوره انتخابات شوراهای شهر و روستا

## زادروزها
- حاتم مرمضی، فعال سیاسی (مرگ ۱۳۹۷)

### اردیبهشت
- اردیبهشت - فائزه قاضی‌پور، والیبالیست (مرگ ۱۳۹۴)
- ۱۴ اردیبهشت - امیر چشمه‌خسروی، بازیکن فوتبال
- ۲۱ اردیبهشت - محمد پاپی، بازیکن فوتبال

### تیر
- ۱ تیر - آرون افشار، خواننده
- ۱۸ تیر - ترلان پروانه، بازیگر

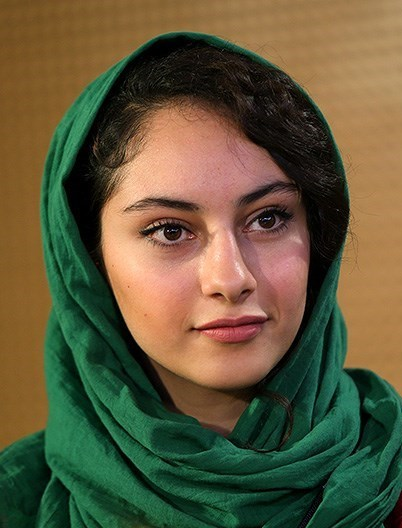
ترلان پروانه

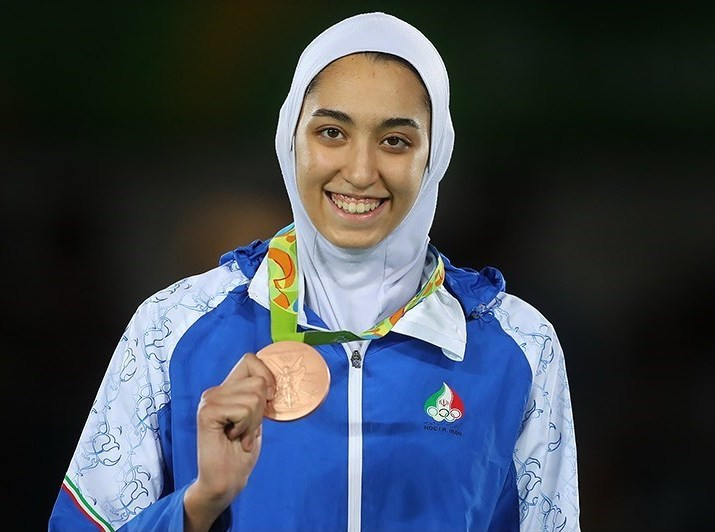
کیمیا علیزاده

- ۱۹ تیر - کیمیا علیزاده، تکواندوکار

### مرداد

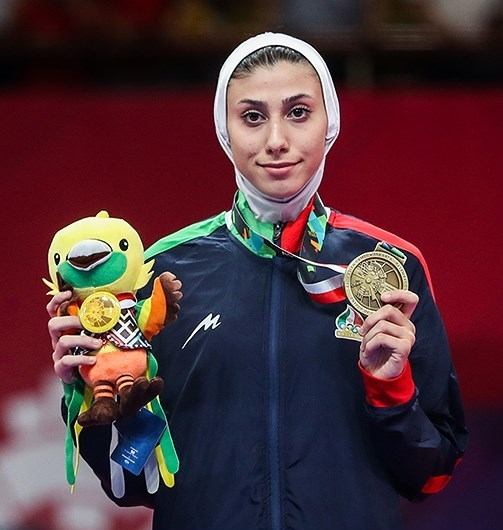
ناهید کیانی

- ۱۰ مرداد - ناهید کیانی، تکواندوکار

شهریور
- 27 شهریور - مهسا جوانی، تدوینگر

### مهر
- ۹ مهر - مهران درخشان‌مهر، فوتبالیست
- ۱۱ مهر - احسان حسینی، بازیکن فوتبال
- ۱۶ مهر - محمدجواد جعفرپور، بازیگر

### آبان
- ۱ آبان - رضا کریمی (بازیکن فوتبال)، بازیکن فوتبال
- ۶ آبان - میرهاشم حسینی، تکواندوکار
- ۲۶ آبان - میثم صالحی، بازیکن والیبال

### آذر

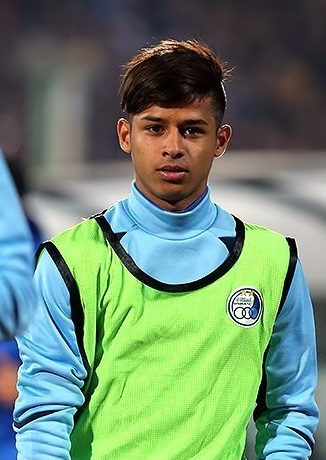
مهدی قائدی

- ۹ آذر - شبنم بهشت، بازیکن فوتبال
- ۱۴ آذر - مهدی قائدی، فوتبالیست

### دی
- ۶ دی - کوروش بختیار، تکواندوکار
- ۲۳ دی - علی کیخسروی، بازیکن فوتبال
- ۲۶ دی - شاهین لرپری زنگنه، استاد بزرگ شطرنج

### بهمن
- ۱ بهمن - پوریا یلی، والیبالیست
- ۱ بهمن - سهیل پرسته، کشتی‌گیر آزادکار جوانان
- ۴ بهمن - امیرحسین اسفندیار، والیبالیست
- ۱۸ بهمن - وحید نعیم ، کارگردان

## درگذشت‌ها

### بهار
فروردین

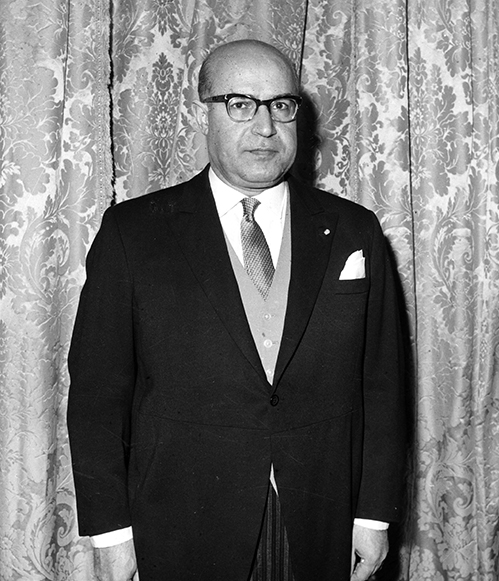
جعفر شریف‌امامی

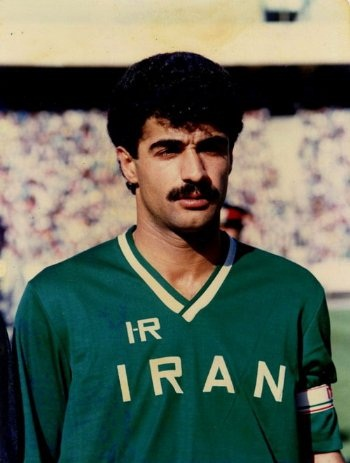
سیروس قایقران

لرتا

احمد آرام

فرشته جنابی

- ۷ فروردین - لرتا، بازیگر تئاتر و سینما ایرانی ارمنی‌تبار (زاده ۱۲۹۰)
- ۱۴ فروردین - احمد آرام، مترجم و نویسنده و از تدوین کنندگان دائرةالمعارف فارسی (زاده ۱۲۸۱)
- ۱۸ فروردین - سیروس قایقران، بازیکن فوتبال (زاده ۱۳۴۰)

اردیبهشت
- اردیبهشت - جواد مصلح، فیلسوف (زاده ۱۲۹۸)
- اردیبهشت - حشمت‌الله طبیبی، مردم‌شناس و جامعه‌شناس (زاده ۱۳۰۵)
- اردیبهشت - اپریم اسحاق، اقتصاددان (زاده ۱۳۰۷)
- اردیبهشت - اصغر زمانی، بازیگر (زاده ۱۳۳۲)

خرداد
- خرداد - مسعود رجب‌نیا، مترجم (زاده ۱۲۹۸)
- خرداد - ادب بیضایی، شاعر (زاده ۱۳۰۹)
- ۴ خرداد - فرشته جنابی، بازیگر (زاده ۱۳۲۷)
- ۲۶ خرداد - جعفر شریف‌امامی، شصت و پنجمین و هفتاد و یکمین نخست‌وزیر ایران (زاده ۱۲۹۱)

### تابستان
تیر

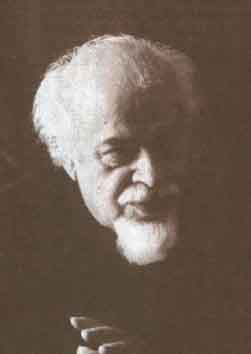
صادق چوبک

سهراب شهید ثالث

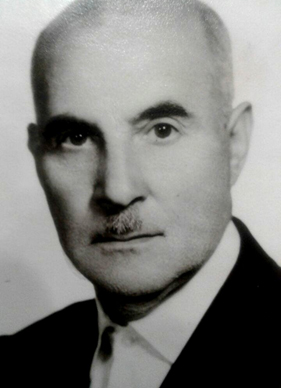
علی بخشایش خیابانی

- تیر - ناصر بهبودی، سیاستمدار (زاده ۱۳۰۱)
- ۱۰ تیر - سهراب شهید ثالث، کارگردان، فیلنامه‌نویس و مترجم (زاده ۱۳۲۳)
- ۱۳ تیر - صادق چوبک، نویسنده و پدر داستان‌نویسی ایران (زاده ۱۲۹۵)

مرداد
- مرداد - علی اطهری کرمانی، شاعر (زاده ۱۳۰۵)
- مرداد - علی بخشایش خیابانی، خواننده (زاده ۱۲۹۵)
- ۱۷ مرداد - ناصر ریگی، سرکنسول ایران در مزارشریف افغانستان که توسط نیروهای طالبان به قتل رسید (زاده ؟)
- ۱۷ مرداد - محمود صارمی، خبرنگار ایرانی و مسئول دفتر خبرگزاری جمهوری اسلامی ایران در مزارشریف که توسط نیروهای طالبان به قتل رسید (زاده ۱۳۴۷)
- ۲۵ مرداد - غلامحسین بیگدلی، شاعر، ادیب، خوشنویس و پژوهشگر (زاده ۱۲۹۷)

شهریور
- شهریور - شیون فومنی، شاعر (زاده ۱۳۲۵)
- ۱ شهریور - اسدالله لاجوردی، رئیس زندان اوین و دادستان انقلاب تهران که توسط سازمان مجاهدین خلق ایران ترور شد (زاده ۱۳۱۲)
- ۶ شهریور - تیمسار ارتشبد حسن طوفانیان، نظامی (زاده ۱۲۹۲)
- ۳۱ شهریور - حمید حاجی‌زاده متخلص به سحر، شاعر ایرانی و از قربانیان قتل‌های زنجیره‌ای (زاده ۱۳۲۹)

### پاییز
مهر

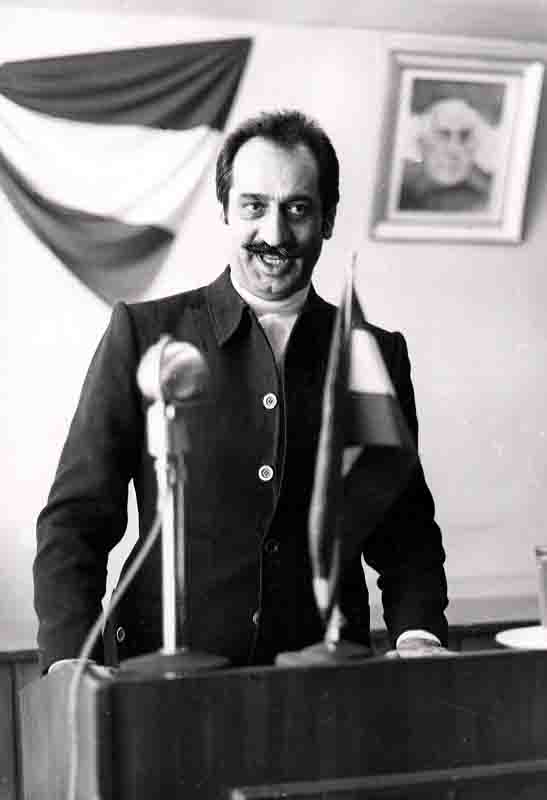
داریوش فروهر

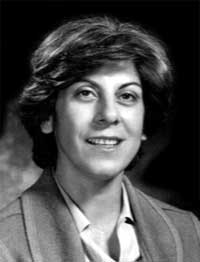
پروانه اسکندری

محمدجعفر پوینده

مجید شریف

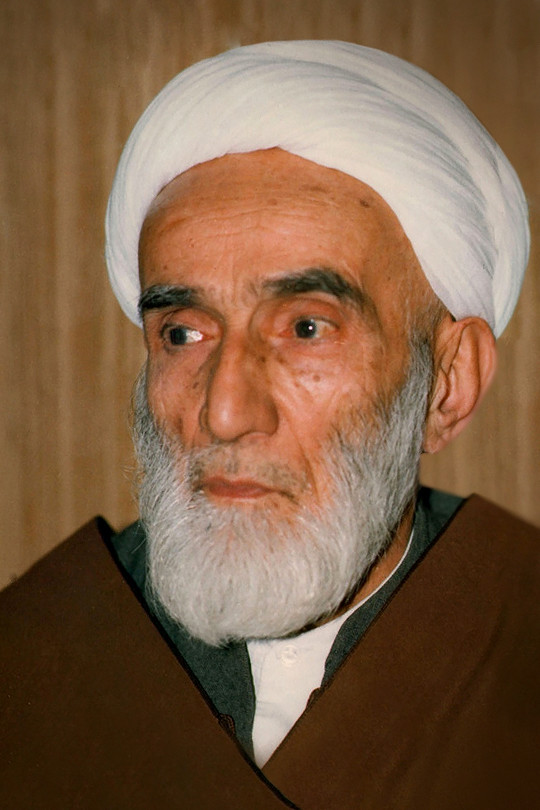
محمدتقی فلسفی

- مهر - عبدالحسین اعتبار، وزیر پست و تلگراف و تلفن در دولت جعفر شریف‌امامی (زاده ۱۲۹۰)
- مهر - واهان ترپانچیان، فیلم‌بردار و تهییه‌کننده ایرانی ارمنی‌تبار (زاده ۱۲۹۱)
- ۱۸ مهر - مصطفی مقربی، نویسنده، پژوهشگر و زبانشناس (زاده ۱۲۹۳)

آبان
- ۲۵ آبان - محمدتقی جعفری، فیلسوف، مولوی‌شناس، جامعه‌شناس، روان‌شناس و از مفسران نهج البلاغه (زاده ۱۳۰۴)
- ۲۸ آبان - مجید شریف، نویسنده و مترجم و از نویسندگان ماهنامه ایران فردا و از قربانیان قتل‌های زنجیره‌ای ایران (زاده ۱۳۲۹)
- ۲۹ آبان - سید ابوالفضل قاضی، حقوقدان، شاعر و نویسنده (زاده ۱۳۱۰)

آذر
- ۱ آذر - داریوش فروهر، دبیرکل حزب ملت ایران و وزیر کار در دولت مهدی بازرگان و از قربانیان قتل‌های زنجیره‌ای ایران و همسر پروانه اسکندری (زاده ۱۳۰۷)
- ۱ آذر - پروانه اسکندری، عضو جبهه ملی ایران و نخستین زن عضو این جبهه و از قربانیان قتل‌های زنجیره‌ای ایران و همسر داریوش فروهر (زاده ۱۳۱۷)
- ۲ آذر - وجیه‌الله فاضل، دادستان تهران پیش از انقلاب (زاده ۱۲۸۶)
- ۷ آذر - حمید مصدق، شاعر و حقوقدان (زاده ۱۳۱۸)
- ۱۰ آذر - عایشه عبدالرحمان، نویسنده، شاعر، متفکر و معلم فقه و اخلاق مصری (زاده ۱۲۹۲)
- ۱۲ آذر - محمد مختاری، شاعر، نویسنده، مترجم و منتقد چپ‌گرای ایرانی و از فعالینِ کانون نویسندگان ایران که در جریان ترورهای موسوم به قتل‌های زنجیره‌ای ایران توسط عوامل وزارت اطلاعات به قتل رسید (زاده ۱۳۲۱)
- ۱۸ آذر - محمد جعفر پوینده، مترجم، نویسنده و جامعه‌شناس و از اعضای کانون نویسندگان ایران که در جریان ترورهای موسوم به قتل‌های زنجیره‌ای ایران توسط عوامل وزارت اطلاعات به قتل رسید (زاده ۱۳۳۳)
- ۲۷ آذر - محمدتقی فلسفی، واعظ و از شخصیت‌های مبارز انقلاب اسلامی ایران (زاده ۱۲۸۷)

### زمستان
دی

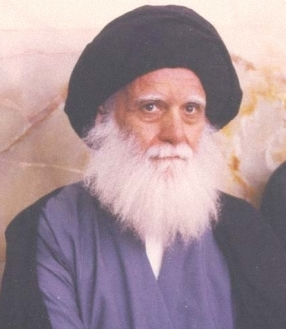
سید محمد صدر

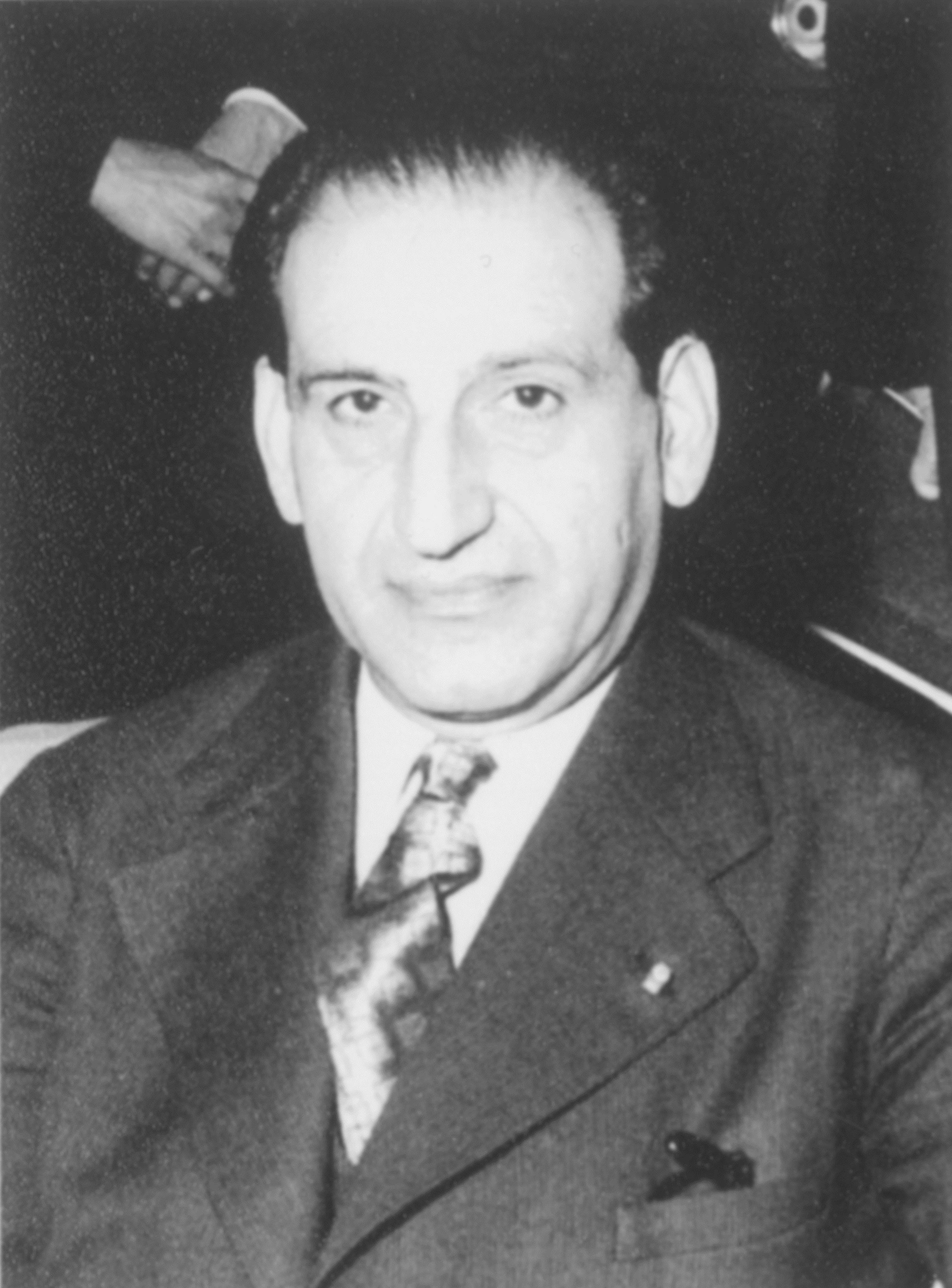
خانبابا بیانی

محمدتقی مسعودیه

- دی - امیرحسین آزموده، نظامی ارتش در زمان حکومت پهلوی (زاده ۱۲۸۷)
- ۲۲ دی - جمشید امینی، از بزرگ‌ترین طراحان فرش نوین ایران (زاده ۱۲۸۲)
- ۳۰ دی - شکرالله رفیعی، کارگردان و تهیه‌کننده (زاده ۱۲۹۹)

بهمن
- ۴ بهمن - ابراهیم صهبا، نویسنده و شاعر و روزنامه‌نگار (زاده ۱۲۹۰)
- ۱۱ بهمن - احمد آذری قمی، دادستان انقلاب تهران (زاده ۱۳۰۳)
- ۱۲ بهمن - محمدتقی مسعودیه، موسیقیدان و آهنگساز (زاده ۱۳۰۶)
- ۲۹ بهمن - آیت‌الله العظمی سید محمد صدر، از مراجع تقلید بنام شیعه عراقی (زاده ۱۳۲۲)

اسفند
- ۶ اسفند - ابوالحسن ابتهاج، سیاستمدار (زاده ۱۲۷۸)
- ۱۰ اسفند - جمشیدسروش سروشیان، نویسنده، تاریخدان، زبانشناس، کتابشناس و اوستاپژوه و موبد زرتشتیان کرمان (زاده ۱۲۹۳)
- ۱۴ اسفند - خانبابا بیانی، نویسنده، استاد دانشگاه، تاریخدان، مترجم و بنیان‌گذار دانشگاه تبریز (زاده ۱۲۸۸)
- ۲۱ اسفند - آیت‌الله محمود انصاری قمی، عالم شیعه (زاده ۱۳۰۰)
- ۲۵ اسفند - سیروس طاهباز، نویسنده و مترجم (زاده ۱۳۱۸)